# N-Metilanilina
N-metilanilina (C₇H9N) és un compost orgànic que en condicions estàndard és un líquid viscós incolor o lleugerament groguenc derivat de l'anilina. La N-metilanilina és insoluble en aigua. Gràcies al seu alt punt d'ebullició és utilitzat com a dissolvent, però també és un intermedi per a la formació de diens, productes farmacèutics i altres productes orgànics. També és un additiu per a la gasolina (molt més efectiu que el tert-butilmetilèter) utilitzat per elevar l'índex d'octà.